# Matthew Ladley
Matthew Ladley (* 17. Mai 1991 in Chicago) ist ein ehemaliger US-amerikanischer Snowboarder. Er startete in der Disziplin Halfpipe.

## Werdegang
Ladley nahm von 2005 bis 2019 an Wettbewerben der FIS und der Ticket to Ride World Snowboard Tour teil. In der Saison 2006/07 siegte er bei der U.S. Revolution Tour in Copper Mountain und am Mount Bachelor auf der Halfpipe. Ebenfalls in der Saison errang er bei der Revolution Tour in Copper Mountain im Slopestyle und beim U.S. Grand Prix in Tamarack jeweils den dritten Platz. Zum Saisonende startete er in Lake Placid erstmals im Weltcup und belegte dabei den 20. Rang. In der Saison 2008/09 gewann er auf der Halfpipe bei der Revolution Tour in Copper Mountain. Im Halfpipe-Wettbewerb beim U.S. Snowboarding Grand Prix in Killington und auf der Quarterpipe bei The Oakley Arctic Challenge in Oslo kam er jeweils auf den zweiten Platz. Zu Beginn der Saison 2010/11 belegte er den zweiten Platz auf der Halfpipe bei der Winter Dew Tour in Breckenridge. Im weiteren Saisonverlauf wurde bei den Winter-X-Games 2011 in Aspen Achter auf der Superpipe und siegte im Halfpipe-Wettbewerb beim U.S. Snowboarding Grand Prix in Mammoth. Bei den Winter-X-Games-Europe 2011 in Tignes errang er den vierten Platz auf der Halfpipe. Im Januar 2012 kam er Winter Dew Tour in Killington auf den dritten Platz und bei den Winter-X-Games in Aspen auf den fünften Platz jeweils auf der Halfpipe. Bei den Snowboard-Weltmeisterschaften 2012 in Oslo gewann er die Silbermedaille auf der Halfpipe. Zudem wurde er Vierter im Quarterpipe-Wettbewerb. Bei den Winter-X-Games-Europe 2012 in Tignes errang er wie im Vorjahr den vierten Platz im Halfpipe-Wettbewerb. Die Saison 2011/12 beendete er auf dem 15. Platz in der World Snowboard Tour Halfpipewertung. Bei den Winter-X-Games 2013 in Aspen erreichte er den neunten Platz auf der Superpipe. Im Januar 2016 gewann er bei den Winter-X-Games in Aspen die Goldmedaille im Superpipe-Wettbewerb. Im folgenden Monat siegte er U.S. Snowboarding Grand Prix und FIS-Weltcuprennen in Park City im Halfpipe-Wettbewerb und belegte bei den X-Games Oslo 2016 in Oslo den 18. Platz auf der Halfpipe. Zum Saisonende wurde er im Halfpipe-Wettbewerb bei den Burton US Open Vierter und errang den fünften Platz im Halfpipe-Weltcup. Bei den Winter-X-Games 2017 holte er die Silbermedaille.

## Erfolge
Saison 2006/07
- 1. Platz – Revolution Tour in Copper Mountain, Halfpipe
- 1. Platz – Revolution Tour am Mount Bachelor, Halfpipe
- 3. Platz – Revolution Tour am Mount Bachelor, Slopestyle
- 3. Platz – U.S. Snowboarding Grand Prix in Tamarack, Halfpipe

Saison 2008/09
- 1. Platz – Revolution Tour in Copper Mountain, Halfpipe
- 2. Platz – The Oakley Arctic Challenge in Oslo, Quarterpipe
- 2. Platz – U.S. Snowboarding Grand Prix in Killington, Halfpipe

Saison 2010/11
- 1. Platz – U.S. Snowboarding Grand Prix in Mammoth, Halfpipe
- 2. Platz – Winter Dew Tour in Breckenridge, Halfpipe

Saison 2011/12
- 2. Platz – Snowboard-Weltmeisterschaften 2012 in Oslo, Halfpipe
- 3. Platz – Winter Dew Tour in Killington, Halfpipe

Saison 2015/16
- 1. Platz – Winter-X-Games 2016 in Aspen, Halfpipe
- 1. Platz – U.S. Snowboarding Grand Prix und Snowboard-Weltcup in Park City, Halfpipe

Saison 2016/17
- 2. Platz – Winter-X-Games 2017 in Aspen, Halfpipe